# Carto
『Carto』（カート、簡体字中国語：无尽旅图）は、台湾のインディーゲームスタジオSunhead Gamesが開発しHumble Gamesより2020年10月27日に発売されたパズルアドベンチャーゲーム。

## 概要
飛行船から落下して祖母と離れ離れになった少女カートが祖母との再会を目指して冒険する物語。カートの手持ちの地図は地形のピースを組み替えると実際の地形の構造も同様に変化する不思議な力があり、これを駆使しつつ個性的な人々との交流も図りながら様々な地域を巡っていく。
ピースは地図上である程度自由に配置できるが、他のピースと繋ぐためには接する辺の地形を同じタイプにする必要がある（例えば森の地形同士、道の地形同士など）。ピースは一部の場面を除き回転させることができる。要所では困っている人々を地図の力を用いて助けるなどのパズル要素があり、これを解くことで新たなピースが手に入ったり物語が進行したりする。
ピースを配置するアイデアは、ボードゲームの『カルカソンヌ』から着想を得ている。また、物語のインスピレーションは、フランスの画集『Atlas des géographes d'Orbæ』やいくつかの部族文化から来ている。

## 評価
- BitSummit Volume 6 「ビジュアルエクセレンス賞」受賞[3]
- indiePlay 2020 「最佳设计（最優秀デザイン）」受賞[4]、「最佳叙事（最優秀ナラティブ）」「最佳游戏大奖（最優秀ゲーム大賞）」ノミネート[5]
- IGF 2021 「Excellence in Visual Art」ノミネート[6]